# Internationale Koffieovereenkomst
De Internationale Koffieovereenkomst (Engels: International Coffee Agreement (ICA), Frans Accord international sur le café) is een internationale grondstoffenovereenkomst tussen koffieproducerende en -consumerende landen. Het verdrag werd in 1962 voor het eerst ondertekend en was erop gericht de export van de producerende landen te handhaven door hoge en stabiele koffieprijzen. Daarvoor werd voornamelijk gebruik gemaakt van exportquota, om de prijs te sturen. Aan die afspraken kwam in 1989 een eind.

## Geschiedenis
De Internationale Koffieovereenkomst is een tijdelijk verdrag, dat meermaals opnieuw werd onderhandeld en aangepast. Na een eerste verdrag uit 1962, getekend voor vijf jaar, volgde “ICA 1968” (met twee verlengingen), “ICA 1976” (met één verlenging),”ICA 1983” (met vier verlengingen), “ICA 1994” (met één verlenging) en “ICA 2001” (met drie verlengingen). De jongste overeenkomst, “ICA 2007”, werd in september 2007 door de Raad goedgekeurd en is op 2 februari 2011 definitief in werking getreden.
De overeenkomst was aan het eind van de jaren ‘60 een succes geworden: na tientallen jaren van instabiliteit werd de koffieprijs eindelijk stabiel, en steeg de marktwaarde van koffie. De overeenkomst werd meerdere malen ondertekend tot 1983. Toen zwol de kritiek aan op de kwaliteit van een deel van de oogst. Door het quotasysteem ontsnapten koffiebonen van hoge kwaliteit in die tijd aan een vlotte marktwerking, ook al omdat nogal wat koffieboeren eerder op kwantiteit focusten. En toen de prijs daalde, weigerde Brazilië – de grootste producent – zijn productiequota te verlagen. Bij gebrek aan consensus tussen de partijen werd op 4 juli 1989 besloten de exportquota op te schorten.

## Internationale Koffieorganisatie (ICO)
De Internationale Koffieorganisatie is de belangrijkste intergouvernementele organisatie in de koffiesector. Zij is het controleorgaan van de Internationale Koffieovereenkomst, en vertegenwoordigt alle grote koffieproducerende landen en de meest consumerende landen. In januari 2021 telde de organisatie 49 leden: 
- 42 exporterende landen;
- 7 importerende leden: de Europese Unie (voor alle lidstaten), Japan, Noorwegen, Russische Federatie, Tunesië, Verenigd Koninkrijk, en Zwitserland.[4] De Verenigde Staten verlieten de organisatie op 3 juni 2018.[5]

De belangrijkste koffieproducerende landen
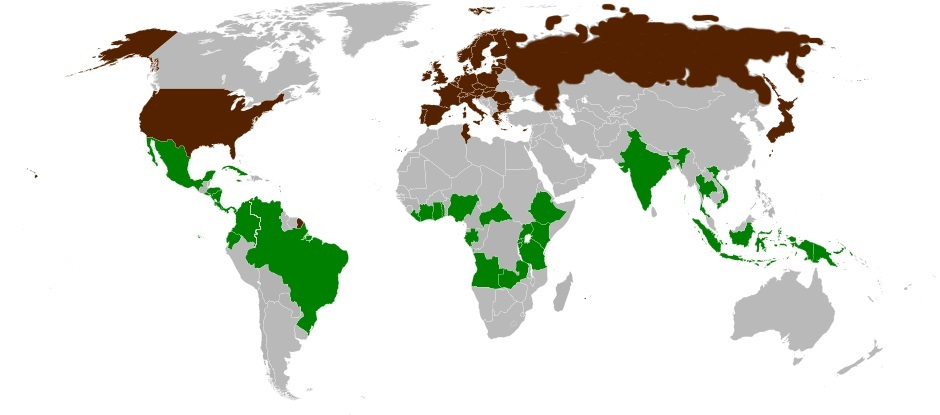
Leden Internationale Koffieorganisatie (ICO - de VS verlieten ICO in 2018).  Groen: producerende landen. Bruin: importerende landen.
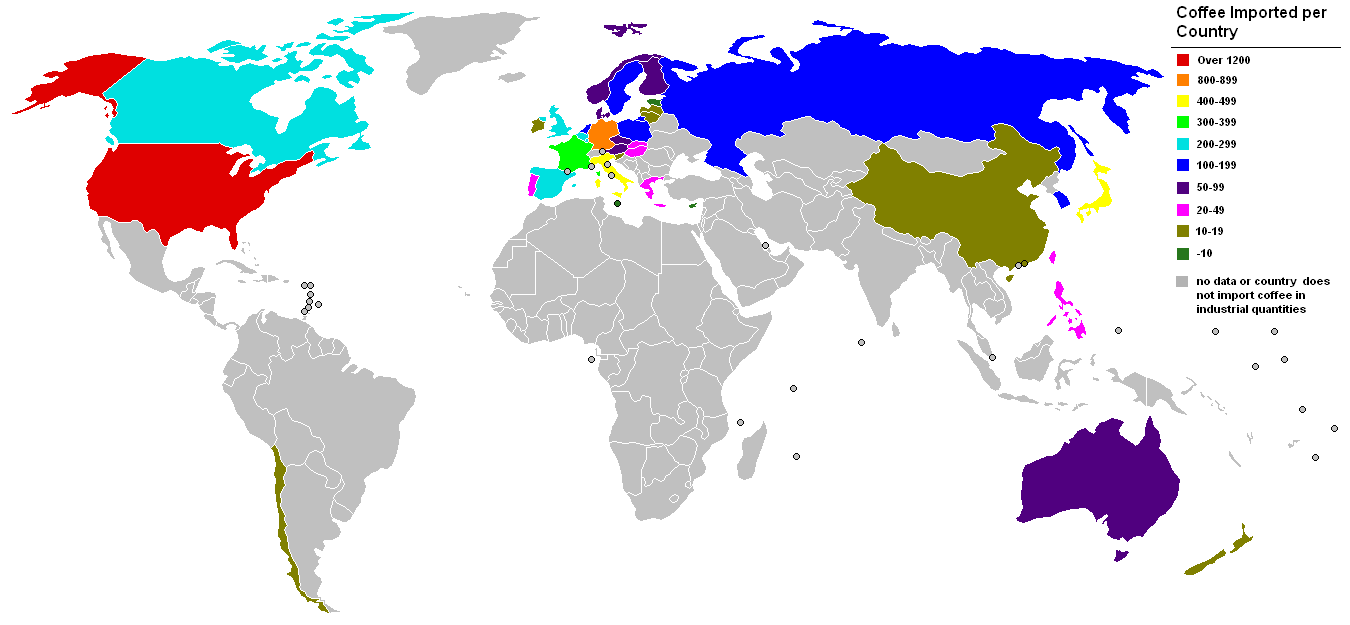
De belangrijkste koffie-importerende landen